# Mettingen (Esslingen am Neckar)

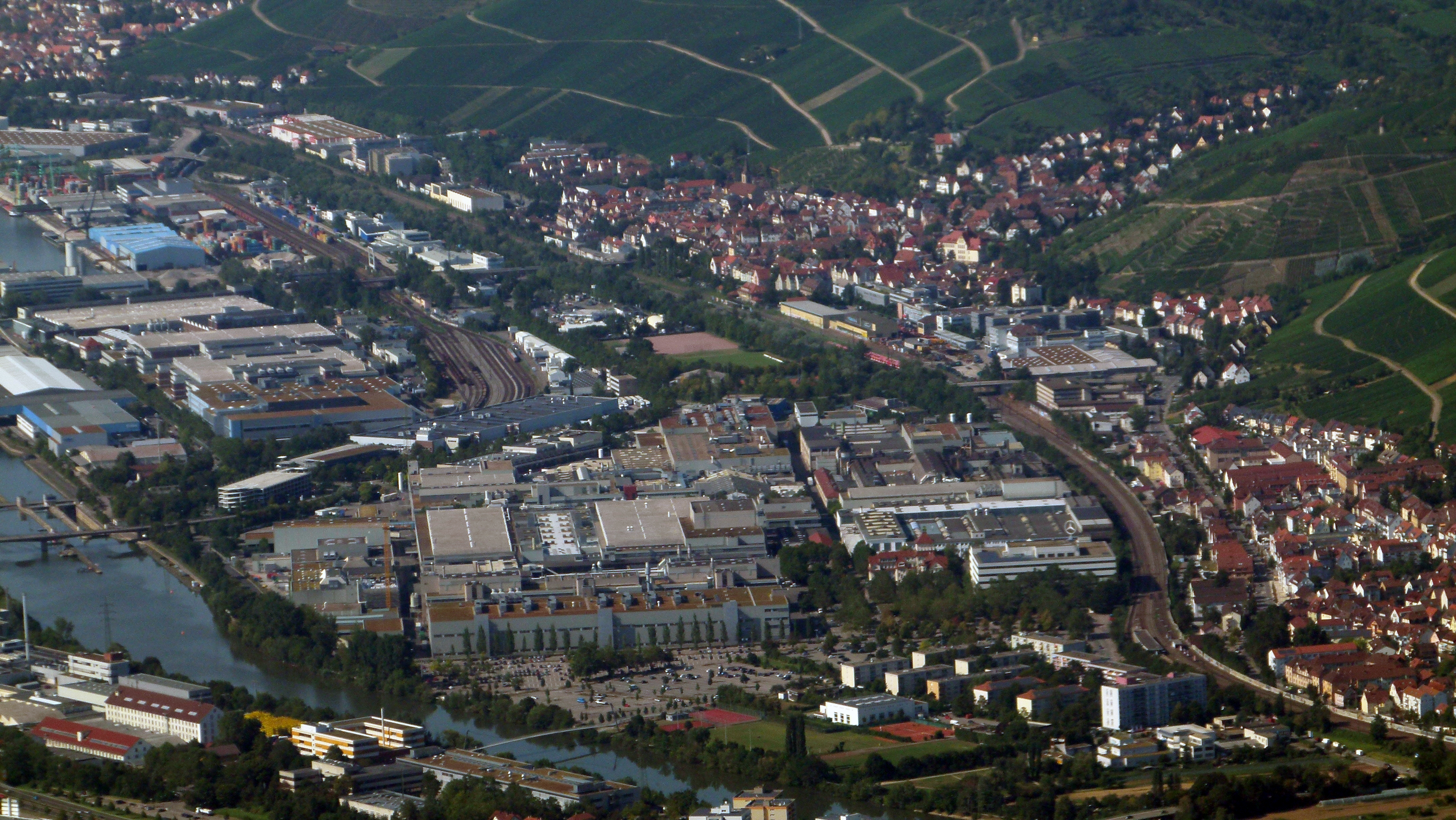
Blick auf Mettingen (rechts unten) und Mercedes-Benz Werkteil Mettingen (Mitte)

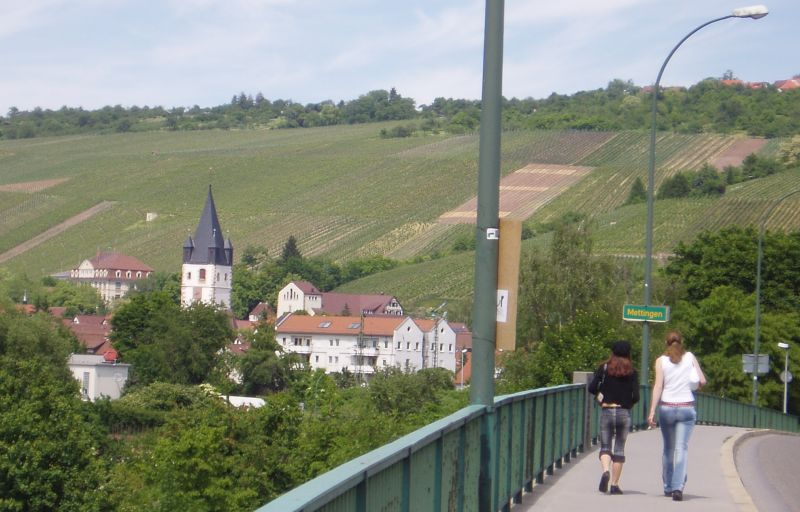
Blick von der Hanns-Martin-Schleyer-Brücke (bis 2021) auf Mettingen

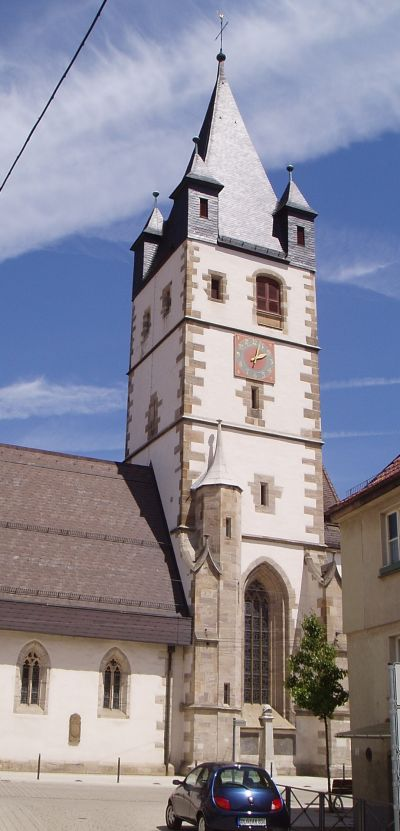
Liebfrauenkirche, Kirchturm Faivegrädler

Mettingen ist ein Stadtteil von Esslingen am Neckar. Er liegt im Westen der Stadt am Neckar. Seine Bebauung grenzt unmittelbar an die des Stuttgarter Stadtteils Obertürkheim.

## Geographie
Im Norden von Mettingen liegen die Esslinger Weinberge Röder, Halberg, Altenberg und Brunnhalde. Im Osten der Schenkenberg. Im Süden ist der Stadtteil vom Neckar begrenzt. Die Esslinger Stadtteile Weil und Brühl im Süden kann man über die 2023 neu eröffnete Mettinger Brücke erreichen. Die zuvor 2021 abgerissene Brücke war nach dem früheren Arbeitgeberpräsidenten Hanns-Martin-Schleyer benannt.

## Geschichte

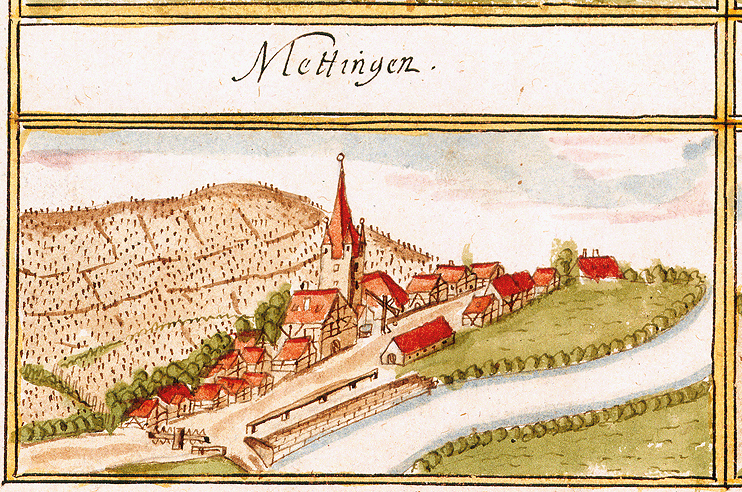
Mettingen 1685, Forstlagerbuch von Andreas Kieser

Mettingen wird 1229 erstmals urkundlich erwähnt. Ab 1399 gehört Mettingen als Filialort zur Stadt Esslingen.
1519 wird Mettingen von Herzog Ulrich niedergebrannt, nachdem er vergeblich versucht hatte, Esslingen zu erobern.
1913 baut die Maschinenfabrik Esslingen, damals Hersteller von Lokomotiven, Straßenbahnen, Eisenbahnwagen, bahntechnischen Ausrüstungen (Drehscheiben, Schiebebühnen), Brücken, Stahlhochbauten, Pumpen und Kesseln auf Mettinger Markung unter der Leitung von Hermann Maier-Leibnitz ihr neues Werk. Das Gelände wird heute von der Mercedes-Benz AG genutzt.
1927 wird von August Häussermann die Firma „Lamellen- und Kupplungsbau August Häussermann“ gegründet.
Im Zweiten Weltkrieg wird der Ort durch Bomben schwer getroffen.
Besonders erwähnenswert ist der Kirchturm der Mettinger Kirche. Dieser wird Faivegrädler genannt, weil (angeblich) von jeder Stelle in Mettingen nur vier der fünf aufgesetzten Türmchen sichtbar sind. Insgesamt sind das aber fünf (einer in der Mitte und vier außen). Von daher ist in Mettingen fünf eine gerade Zahl.
Für den Bau des Kirchturms wurde damals Geld auch in Gegenden am Bodensee gesammelt. Um den Kirchturm herum lag der alte Friedhof. Heute ist nur noch eine Grabplatte in der Außenwand der Kirche eingelassen.

## Politik
Der Ansprechpartner für die Belange des Stadtteils für die Stadtverwaltung und den Gemeinderat von Esslingen ist der Bürgerausschuss Mettingen Brühl Weil. Auf der Stadtteilebene gestaltet der Bürgerausschuss das kommunale Leben mit. Er ist Mitglied der Arbeitsgemeinschaft der Bürgerausschüsse, diese besteht zum Erfahrungsaustausch und zur Koordination der einzelnen Bürgerausschüsse der Stadt.
Grundlage für die Arbeitsweise und den Aufbau des Bürgerausschusses und der Arbeitsgemeinschaft ist der von der Arbeitsgemeinschaft am 21. Februar 1991 beschlossene Status.
Als Grundlage für die Zusammenarbeit zwischen dem Bürgerausschuss, dem Gemeinderat und der Verwaltung wurde eine Vereinbarung getroffen. Diese wurde von der Arbeitsgemeinschaft am 17. Juli 1990 gebilligt und vom Gemeinderat am 10. Dezember 1990 und 28. Februar 2011 genehmigt. Im Juni 2000 wurden sowohl der Status als auch die Vereinbarung redaktionell überarbeitet.
In einer öffentlichen Bürgerversammlung, die die Stadt Esslingen durchführt, wird der Bürgerausschuss für 3 Jahre gewählt.

## Verkehr
Über die Mettinger Brücke gibt es einen direkten Zugang zur Bundesstraße 10, die von Stuttgart bis Süßen vierspurig ausgebaut ist.
Im Mettinger Bahnhof, erbaut nach Plänen des Architekten Paul Bonatz, hält die S-Bahn S1, die zwischen Herrenberg, Stuttgart, Esslingen, Plochingen und Kirchheim/Teck verkehrt.
Mettingen wurde ab 1912 von der Straßenbahn Esslingen am Neckar bedient. Diese wurde von der Gesellschaft Eßlinger Städtische Straßenbahn (ESS) betrieben – das Unternehmen existiert unter der Bezeichnung Städtischer Verkehrsbetrieb Esslingen am Neckar (SVE) bis heute – und 1944 durch den Oberleitungsbus Esslingen am Neckar ersetzt.

## Schulen
- Sportschule in Mettingen
- Grundschule Mettingen
- Freie Evangelische Schule

## Sehenswürdigkeiten
- Die evangelische Liebfrauenkirche (erbaut im 14. Jahrhundert, genannt Faivegrädler)
- Das große Haus (erbaut um 1550)
- Kelter
- Melac-Turm auf dem Ailenberg nahe Obertürkheim (erbaut 1575)
- Siehe auch Württemberg (Weinbaugebiet) und Württemberger Weinstraße.

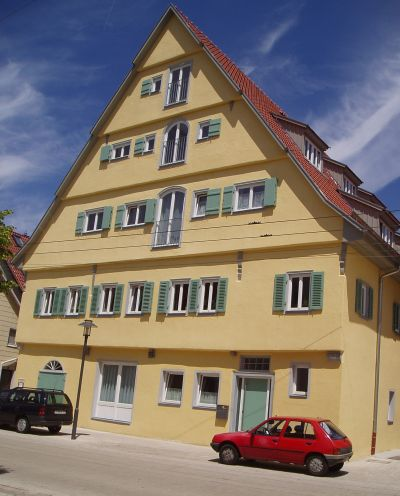
Das große Haus
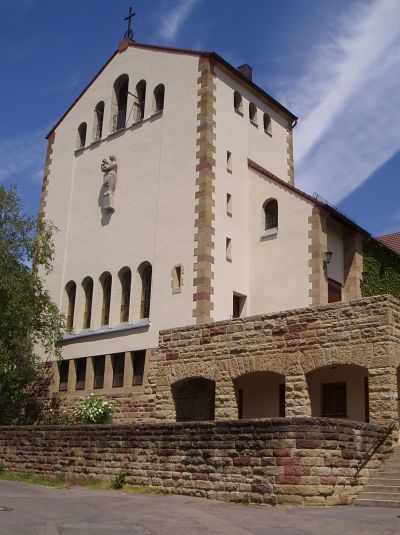
Maria-Hilf-Kirche
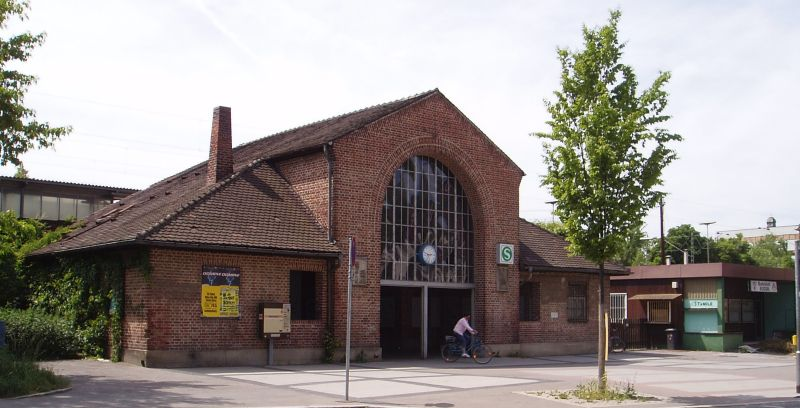
S-Bahnhof von Paul Bonatz
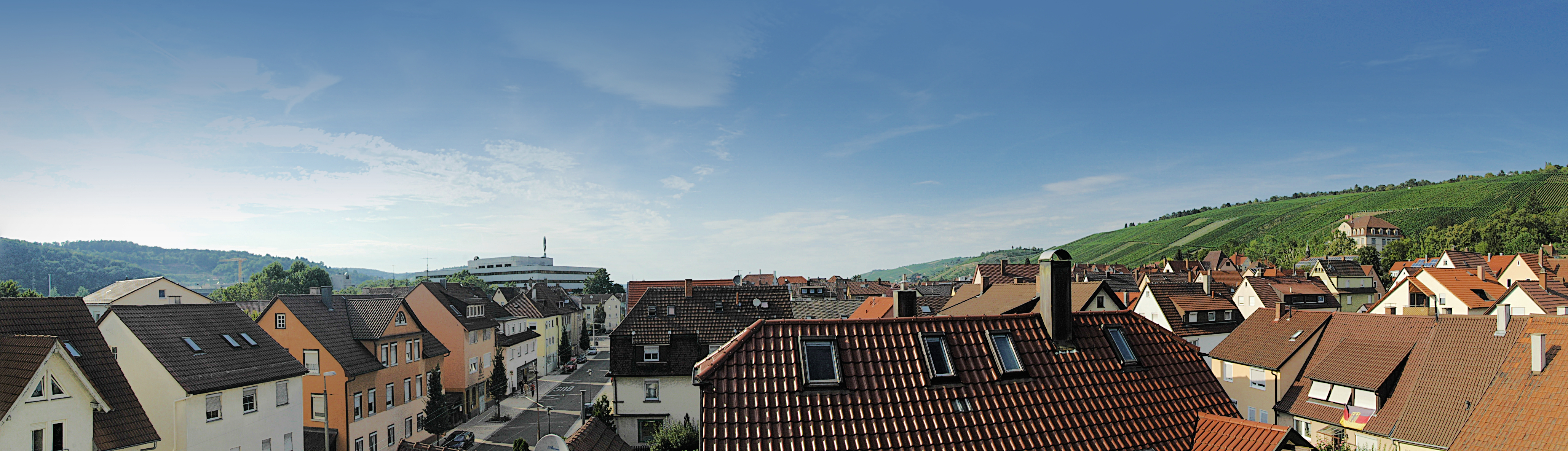
Blick vom großen Haus in Richtung Obertürkheim